# OSR 엔터테인먼트
OSR 엔터테인먼트는 대한민국의 연예 기획사이다.

## 현재 소속 연예인
배우
- 임성언
- 한다라
- 손건우
- 백은경
- 신윤섭
- 한세희
- 이담희

## 과거 소속 연예인
가수
- 희나피아 (김민경, 강경원, 정은우, 예빈, 바다)